# Centromerus pasquinii
Centromerus pasquinii là một loài nhện trong họ Linyphiidae.
Loài này thuộc chi Centromerus. Centromerus pasquinii được Paolo Marcello Brignoli miêu tả năm 1971.